# Ugo Locatelli
Ugo Locatelli (5. února 1916, Toscolano-Maderno, Italské království – 28. května 1993, Turín, Itálie) byl italský fotbalista. Hrával na pozici záložníka.
S fotbalovou kariérou začal v klubu Brescie. Na jednu sezonu byl zapůjčen do Atalanty a v roce 1936 jej koupil klub Ambrosiana-Inter. S ním vyhrál dva tituly (1937/38, 1939/40). Po pěti sezonách odešel do Juventusu a zůstal tam do roku 1949. S Bianconeri vyhrál dva domácí poháry.
S italskou reprezentací vyhrál MS 1938. Na tomto šampionátu byl federací FIFA zařazen i do all-stars týmu. Zlatou medaili získal i na fotbalovém turnaji olympijských her v Berlíně roku 1936. Celkem za národní tým odehrál 22 utkání.
Po ukončení kariéry se věnoval mládeži Juventusu a stal se tak prvním šéfem sektoru mládeže. Poté byl pozorovatelem (skautem) hráčů.

## Hráčská statistika
| Sezóna  | Klub             | Liga           | Liga   | Liga | Ligové poháry | Ligové poháry | Ligové poháry | Kontinentální poháry | Kontinentální poháry | Kontinentální poháry | Celkem | Celkem |
| Sezóna  | Klub             | Soutěž         | Zápasy | Góly | Soutěž        | Zápasy        | Góly          | Soutěž               | Zápasy               | Góly                 | Zápasy | Góly   |
| ------- | ---------------- | -------------- | ------ | ---- | ------------- | ------------- | ------------- | -------------------- | -------------------- | -------------------- | ------ | ------ |
| 1932/33 | Brescia          | Serie B        | 10     | 5    | -             | 0             | 0             | -                    | 0                    | 0                    | 10     | 5      |
| 1933/34 | Brescia          | Serie A        | 14     | 3    | -             | 0             | 0             | -                    | 0                    | 0                    | 14     | 3      |
| 1934/35 | Atalanta         | Serie B        | 12     | 6    | -             | 0             | 0             | -                    | 0                    | 0                    | 12     | 6      |
| 1935/36 | Brescia          | Serie A        | 29     | 2    | IP            | 1             | 0             | -                    | 0                    | 0                    | 30     | 2      |
| 1936/37 | Ambrosiana-Inter | Serie A        | 30     | 0    | IP            | 4             | 0             | -                    | 0                    | 0                    | 34     | 0      |
| 1937/38 | Ambrosiana-Inter | Serie A        | 30     | 0    | IP            | ?             | ?             | Stř.P                | ?                    | ?                    | 30+    | 0+     |
| 1938/39 | Ambrosiana-Inter | Serie A        | 28     | 0    | IP            | 5             | 0             | Stř.P                | ?                    | ?                    | 33+    | 0+     |
| 1939/40 | Ambrosiana-Inter | Serie A        | 29     | 1    | IP            | 1             | 0             | -                    | 0                    | 0                    | 30     | 1      |
| 1940/41 | Ambrosiana-Inter | Serie A        | 29     | 0    | IP            | ?             | ?             | -                    | 0                    | 0                    | 29     | 0      |
| 1941/42 | Juventus         | Serie A        | 29     | 0    | IP            | 6             | 0             | -                    | 0                    | 0                    | 35     | 0      |
| 1942/43 | Juventus         | Serie A        | 27     | 3    | IP            | 2             | 0             | -                    | 0                    | 0                    | 29     | 3      |
| 1945/46 | Juventus         | Národní divize | 35     | 3    | -             | 0             | 0             | -                    | 0                    | 0                    | 35     | 3      |
| 1946/47 | Juventus         | Serie A        | 30     | 1    | -             | 0             | 0             | -                    | 0                    | 0                    | 30     | 1      |
| 1947/48 | Juventus         | Serie A        | 27     | 2    | -             | 0             | 0             | -                    | 0                    | 0                    | 27     | 2      |
| 1948/49 | Juventus         | Serie A        | 26     | 0    | -             | 0             | 0             | -                    | 0                    | 0                    | 26     | 0      |
| Celkem  | Celkem           | Celkem         | 385    | 26   | -             | 19+           | 0+            | -                    | ?                    | ?                    | 404+   | 26+    |

## Hráčské úspěchy

### Klubové
- 2× vítěz italské ligy (1937/38, 1939/40)
- 2x vítěz italského poháru (1938/39, 1941/42)

### Reprezentační
- 1x na MS (1938 - zlato)
- 1x na OH (1936 - zlato)

### Individuální
- All Stars Team na MS 1938